# さす九
さす九（さすきゅう）とは、男尊女卑が根付く九州地方を揶揄する日本のインターネットスラング及び差別用語で「さすが九州」の略語である。女性差別的な言動をした九州地方の男性を皮肉る時に使用される。

## 概要
九州地方で体験した男尊女卑的な体験談が「#さす九」とハッシュタグ付きで拡散され話題となった。
福岡市に本社を置く西日本新聞は、2025年3月9日の朝刊で「男尊女卑やゆ「さす九」SNSで拡散 九州の住民から「地域差別だ」の声」と題した記事を掲載し、同記事を紹介するX（旧Twitter）のポストの表示回数は、同月14日時点で2.9億に達した。
このインターネットスラングに対して九州地方出身者からは、地域差別との批判もあるが「九州の男尊女卑は全国で3番目に悪かった」と認める声も上がっている。
サークルアップが現役大学生115人を対象に行った調査では、大学生の37%が九州地方出身の男性の行動に「さす九」を感じたと答えた。
男女関係専門ライターの亀山早苗は、All Aboutの記事の中で、男尊女卑的な価値観は九州地方に限った話ではなく日本全体の問題とした上で、ジェンダー平等の面において日本は「経済や政治、どの分野をとっても情けないほどに後進国である。」と指摘した。
弁護士で参議院議員の北村晴男は、自身のYouTubeチャンネルで視聴者から「さす九」について意見を求められ、自身の体験談を語った。北村は、大学4年生の時に小倉の友人の実家を訪れた際、友人の姉と母がカーペットに跪いて食事の給仕をしてくれた場面に遭遇し、自身が生まれ育った長野では見られない光景に驚愕した上で「これがまさに九州か…」と思ったと明かした。

## X.comに投稿されたエピソード
- 女性が結婚式を評価するのは失礼との価値観が根付いているため、女性は式の良し悪しを評価してはならない[8]。
- 跡継ぎは男性でなければならないとの価値観が根付いているため、女児を妊娠した場合は夫から中絶を求められる[8]。
- 妻に家事育児や自分の身辺の世話を押しつけ、感謝もしない[4]。
- 親戚の会合や祭りの時、男性陣は大広間で飲酒し、女性陣は召し使いのように料理を作る[4]。
- 姑の嫁いびりが九州男児の価値観を作る[4]。
- 風呂に入る順番は男性優先[4]。
- 女性の大学進学に反対する[4]。
- 女性に年齢を聞き未婚の場合、知らない人からも「早く結婚しろ」と言われる[4]。
- 九州男児と結婚したくないから上京した[4]。